# Joyce Trisler
Joyce Trisler est une danseuse, enseignante et chorégraphe américaine, fondatrice d’une compagnie de danse portant son nom. Née à Los Angeles en 1934, elle est morte dès 1979 à New York, à 45 ans.

## Biographie
Née à Los Angeles en 1934,,, elle sort diplômée de l'Université de Californie à Los Angeles et étudie la danse contemporaine avec des créateurs tels que Lester Horton, Antony Tudor, Hanya Holm et Robert Joffrey.
Elle est l'une des premiers danseuses au sein du Lester Horton Dance Theater, à Los Angeles, pendant un an en 1953/1954,. Puis elle se fixe à New York, et y enseigne la danse moderne pendant de nombreuses années. Elle est également danseuse au sein de la compagnie Juilliard Dance Theatre créé par Doris Humphrey, de 1955 à 1959, et y anime un groupe de danseurs. En fin d'année 1958, Doris Humphrey meurt. En avril 1959, une création chorégraphique de Joyce Trisler sur une musique de Harry Partch est particulièrement remarquée, The Bewitched. En 1964, elle rejoint la compagnie d'Alvin Ailey qui inscrit à son répertoire plusieurs de ses créations. Elle est mise à contribution dans différents spectacles dont des comédies musicales de Broadway comme Ambassador. Et en 1974, elle fonde sa propre compagnie de danse, la Joyce Trisler Dance Compagny. Peu de temps après, en 1979, elle est trouvée morte dans son appartement, d'une crise cardiaque,.
Sa compagnie de danse tente pendant quelques années de survivre à la mort de sa créatrice,.